# Aeroporto Municipale di Vero Beach
L'Aeroporto di Vero Beach (IATA: VRB, ICAO: KVRB, FAA LID KVRB) è un aeroporto statunitense situato a nord-ovest del centro della città di Vero Beach, nella Contea di Indian River dello Stato federato della Florida.
La struttura, posta all'altitudine di 3 m/24 ft sopra il livello del mare, possiede una torre di controllo e tre piste con fondo in asfalto, con orientamento rispettivamente 4/22, dimensioni RWY 1 516 m di lunghezza per 30 m di larghezza (4 975 x 100 ft), 11L/29R, dimensioni 1 068 x 23 m (3 504 x 75 ft) e 11R/29L, 2 229 x 30 m (7 314 x 100 ft).
L'aeroporto, di proprietà della città di Vero Bech, effettua attività sia secondo le regole del volo a vista (VFR) che del volo strumentale (IFR), e benché abbia gestito in passato voli di linea attualmente non è utilizzato come scalo commerciale. L'aeroporto è inoltre noto per essere sede dell'azienda aeronautica Piper Aircraft.